# 金町駅

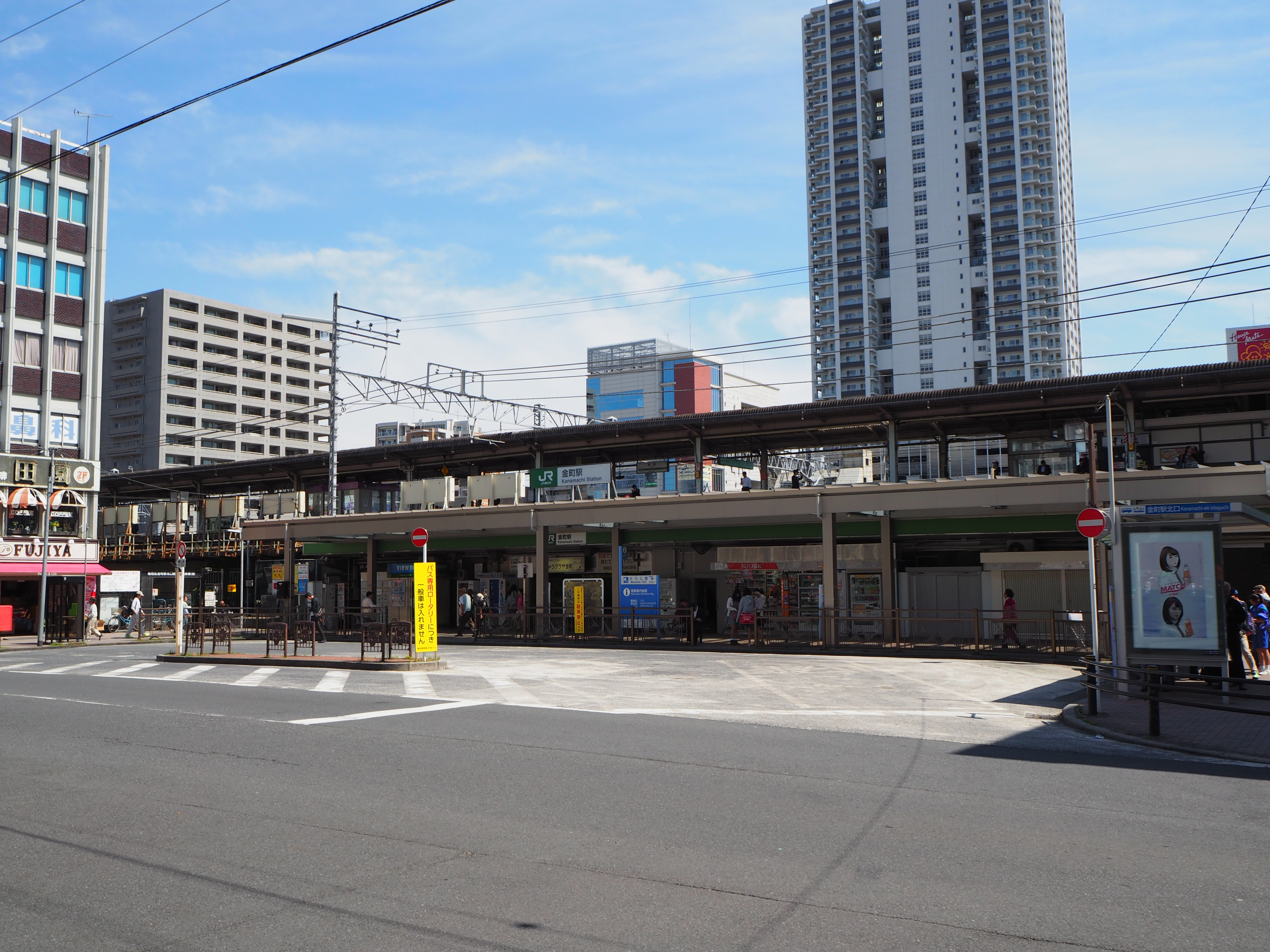
北口（2015年5月）

金町駅（かなまちえき）は、東京都葛飾区金町六丁目にある、東日本旅客鉄道（JR東日本旅客）・日本貨物鉄道（JR貨物）の駅である。葛飾区最北端の駅。

## 乗り入れ路線
当駅に乗り入れる路線は、常磐線と総武本線支線（通称：新金線）である。新金線は貨物列車専用となっており、常磐線の快速線上に設けられた貨物駅構内から分岐している。
旅客駅は、常磐線の緩行線を走行する常磐線各駅停車（常磐緩行線）のみが停車する。駅番号はJL 21。
また特定都区市内制度における「東京都区内」に属しており、常磐線では当駅がその最東端となっている。なお、当駅 - 松戸駅間の営業キロは3.9 kmで、首都圏本部管内の常磐線（日暮里 - 取手間）の駅間距離としては最長である。
当駅の南口向かいには、京成電鉄金町線が乗り入れている京成金町駅があり、当駅からの乗り換えが可能となっている。
なお、当駅接続で京成電鉄との連絡定期券の購入が可能である。

## 歴史
- 1897年（明治30年）12月27日：日本鉄道の駅として開業[2]。
- 1906年（明治39年）11月1日：日本鉄道の国有化により、官設鉄道の駅となる[2]。
- 1909年（明治42年）10月12日：線路名称の制定により、常磐線の所属となる。
- 1936年（昭和11年）12月11日：日暮里 - 松戸間の直流電化に伴い、上野 - 松戸間で金町発着の全列車が電車化され、松戸以北に行く機関車牽引の全列車が通過となる。
- 1947年（昭和22年）9月19日：カスリーン台風により、利根川の堤防が決壊。常磐線一帯が冠水して運行不能状態が続いた。金町駅は高台であり、避難民が駅に殺到。線路の上まで避難民があふれた[新聞 1]。
- 1949年（昭和24年）
  - 2月：三菱製紙中川工場専用線が敷設[3]。
  - 6月1日：日本国有鉄道が発足。
- 1965年（昭和40年）2月：複々線増線工事に併せ、高架駅の工事が着工。
- 1967年（昭和42年）4月1日：北口が開通する[4]。
- 1969年（昭和44年）3月23日：綾瀬 - 金町間 高架新線路（現在の緩行線）へ切替・使用開始[5]。この時から複々線暫定使用開始で緩行・快速分離まで常磐線の全列車が使用。
- 1971年（昭和46年）
  - 3月1日：綾瀬 - 金町間複々線が暫定使用を開始。国電と優等列車および貨物列車が分離され、国電以外はホームに入らなくなる。
  - 4月20日：綾瀬 - 我孫子間複々線化が完成して緩行線と快速線が分離し、帝都高速度交通営団千代田線と直通乗り入れを行う緩行線の駅となり、上野行き列車がなくなる。
  - 9月4日：駅構内を通過中の貨物列車最後尾の車掌車が脱線し、ポイントや枕木が破壊される。快速線（長距離・快速電車、貨物列車の共用）での出来事であったため、特急の運休などが相次いだ[新聞 2]。
- 1987年（昭和62年）4月1日：国鉄分割民営化に伴い、東日本旅客鉄道（JR東日本）・日本貨物鉄道（JR貨物）の駅となる[2]。
- 2001年（平成13年）11月18日：ICカード「Suica」の利用が可能となる[報道 1]。
- 2003年（平成15年）3月23日：貨物列車の設定を廃止。
- 2017年（平成29年）3月31日：びゅうプラザの営業を終了。
- 2018年（平成30年）8月1日：一部列車を除いて発車メロディの使用を停止[報道 2]。
- 2019年（平成31年）3月16日：すべての列車において発車メロディの使用を停止[報道 2]。
- 2021年（令和3年）3月12日：みどりの窓口の営業を終了[6][7]。
- 2024年（令和6年）2月1日：スマートホームドアの使用を開始[報道 3][報道 4]。

## 駅構造
緩行線上に島式ホーム1面2線を有する高架駅（盛土駅）である。直営駅（駅長配置）であり、管理駅として、亀有駅を管理下に置いている。
改札は地下道の北口寄り西側に立地し、対面の東側に自動券売機、多機能券売機、指定席券売機が設置されている。なお、指定席券売機では、えきねっとのほか、JR西日本のe5489も受け取り可能となっている。
コンコースは南北各出入口を連絡する通路になっている。駅周辺の南北間の連絡路が他に乏しいこともあって、事実上の生活道路となっており、JR利用者以外が頻繁に行き来する姿が目に付く。車両は通行できないが、自転車類に限っては降車して通過が可能で「自転車は降りて通行してください」という放送もある。北口には段差があり、車椅子の通行に不便がない程度のスロープが常設されている。
ホームと改札階を連絡するエレベーター1基とエスカレーター上下各1基が設置されている。トイレは改札内正面に設置しており、障害者などの利用を想定した多機能トイレが既設トイレの導入部近くへ増設されている。
ホームの水戸方には待合室、日暮里方にはNewDays、中央にある階段裏には立ち食い蕎麦店が設置されている。

### のりば
| 番線 | 路線               | 方向 | 行先                                       |
| ---- | ------------------ | ---- | ------------------------------------------ |
| 1    | 常磐線（各駅停車） | 下り | 松戸・柏・我孫子方面                       |
| 2    | 常磐線（各駅停車） | 上り | 北千住・西日暮里・ 千代田線・ 小田急線方面 |

緩行線の南側に快速線と貨物列車用の側線がある。

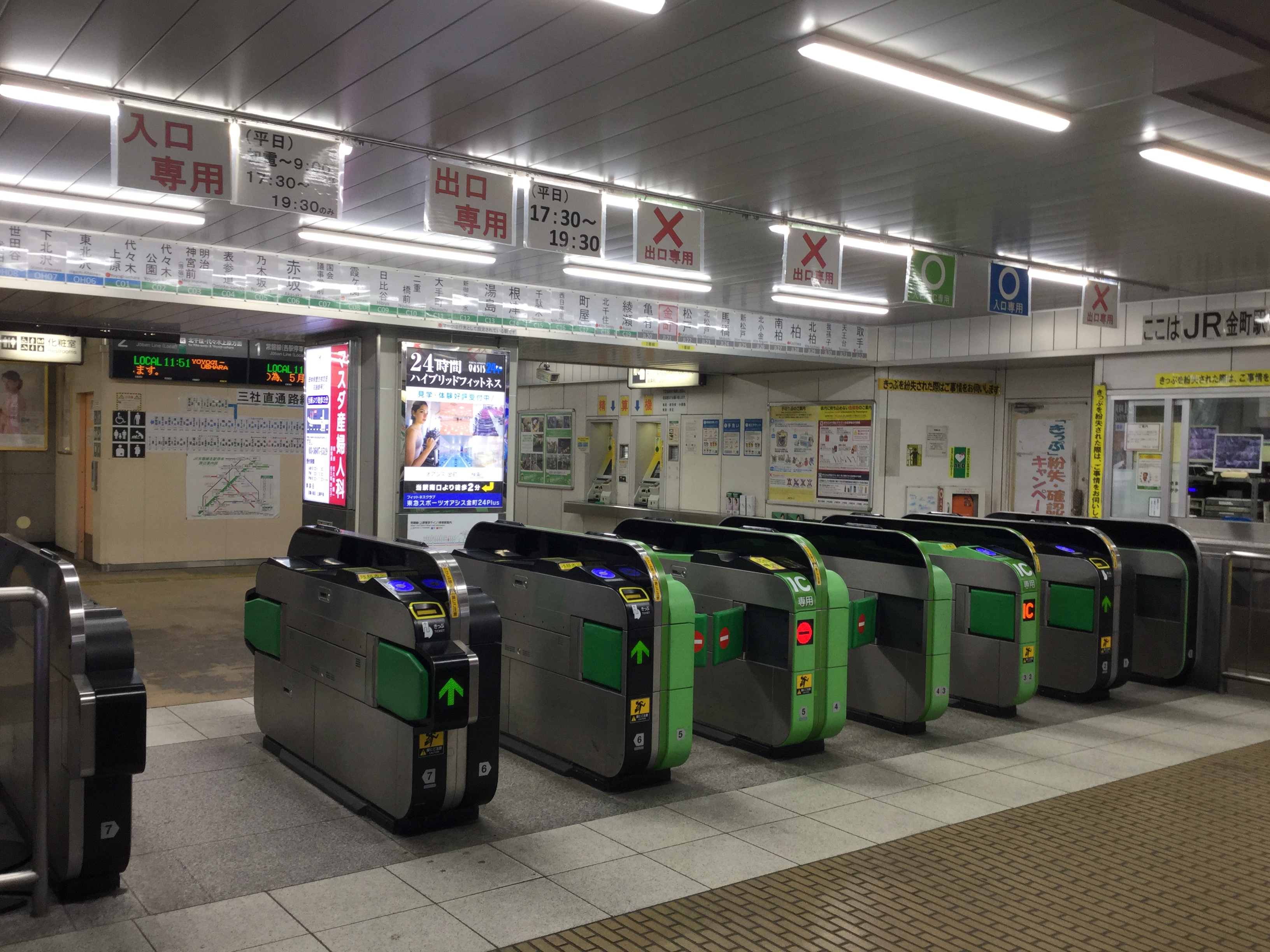
改札口（2020年4月）
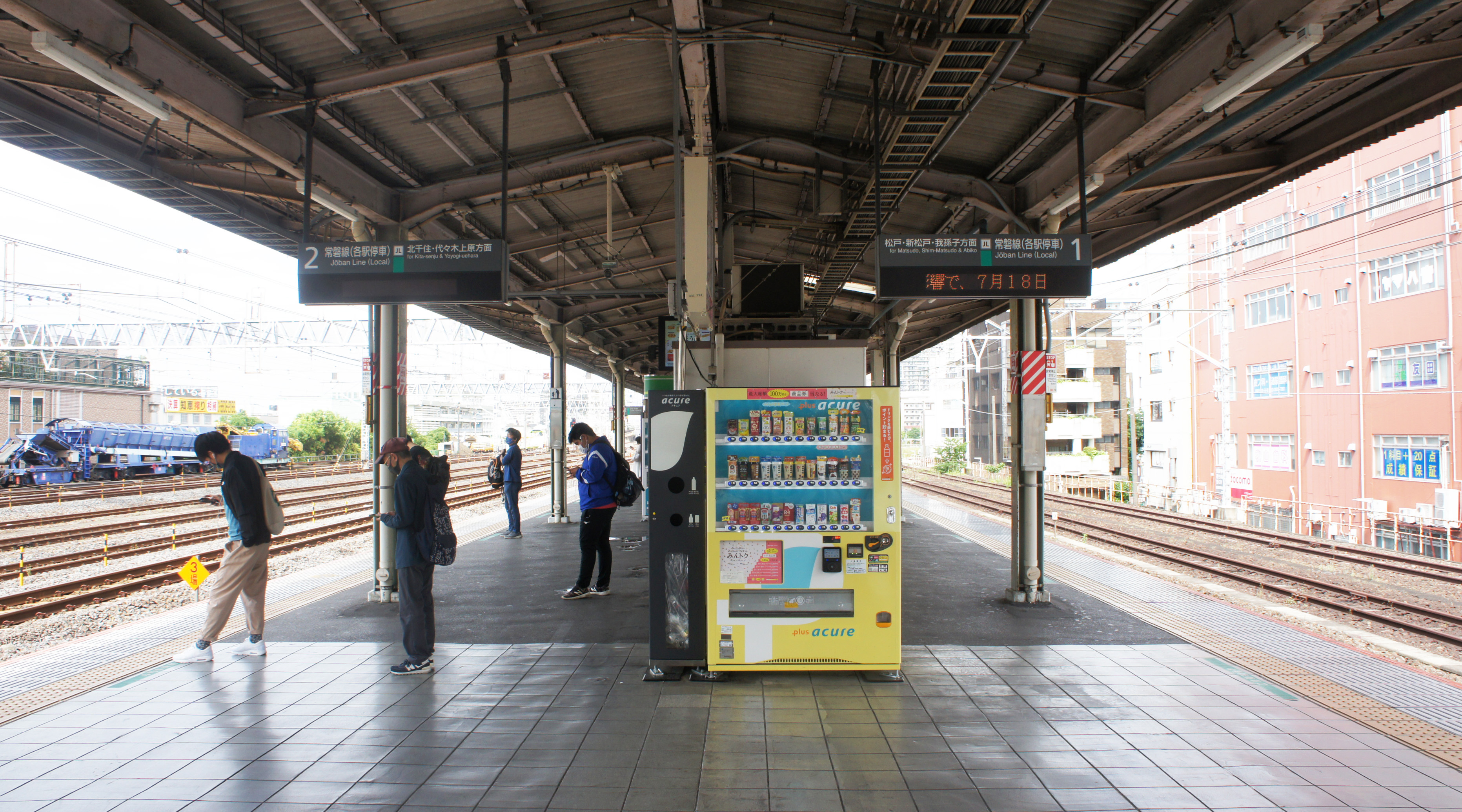
ホーム（2021年5月）

## 利用状況
2023年度（令和5年度）の1日平均乗車人員は47,988人である。JR東日本の駅では浅草橋駅に次いで第91位。常磐線の快速通過駅では最多である。近年は周辺の再開発が進むにつれて増加傾向にある。毎年7月下旬に「葛飾納涼花火大会」が行われる際は、多くの利用客が当駅を利用する。
1990年度（平成2年度）以降の1日平均乗車人員の推移は下記の通り。
| 1日平均乗車人員推移 | 1日平均乗車人員推移 | 1日平均乗車人員推移 | 1日平均乗車人員推移 | 1日平均乗車人員推移 | 1日平均乗車人員推移 | 1日平均乗車人員推移 | 1日平均乗車人員推移 | 1日平均乗車人員推移 |
| 年度                | 定期外              | 定期                | 合計                | 前年度比            | 順位                | 出典                | 出典                | 出典                |
| 年度                | 定期外              | 定期                | 合計                | 前年度比            | 順位                | JR                  | 東京都              | 葛飾区              |
| ------------------- | ------------------- | ------------------- | ------------------- | ------------------- | ------------------- | ------------------- | ------------------- | ------------------- |
| 1990年（平成02年）  |                     |                     | 47,641              |                     |                     |                     | [ 都 1 ]            |                     |
| 1991年（平成03年）  |                     |                     | 47,937              |                     |                     |                     | [ 都 2 ]            |                     |
| 1992年（平成04年）  |                     |                     | 48,373              |                     |                     |                     | [ 都 3 ]            |                     |
| 1993年（平成05年）  |                     |                     | 48,027              |                     |                     |                     | [ 都 4 ]            |                     |
| 1994年（平成06年）  |                     |                     | 47,995              |                     |                     |                     | [ 都 5 ]            |                     |
| 1995年（平成07年）  |                     |                     | 47,702              |                     |                     |                     | [ 都 6 ]            |                     |
| 1996年（平成08年）  |                     |                     | 47,668              |                     |                     |                     | [ 都 7 ]            |                     |
| 1997年（平成09年）  |                     |                     | 46,291              |                     |                     |                     | [ 都 8 ]            |                     |
| 1998年（平成10年）  |                     |                     | 45,159              |                     |                     |                     | [ 都 9 ]            |                     |
| 1999年（平成11年）  |                     |                     | 44,384              |                     | 90位                | [ JR 2 ]            | [ 都 10 ]           |                     |
| 2000年（平成12年）  |                     |                     | 43,816              |                     | 92位                | [ JR 3 ]            | [ 都 11 ]           |                     |
| 2001年（平成13年）  |                     |                     | 43,380              |                     | 96位                | [ JR 4 ]            | [ 都 12 ]           |                     |
| 2002年（平成14年）  |                     |                     | 42,777              |                     | 98位                | [ JR 5 ]            | [ 都 13 ]           |                     |
| 2003年（平成15年）  |                     |                     | 42,973              |                     | 98位                | [ JR 6 ]            | [ 都 14 ]           |                     |
| 2004年（平成16年）  |                     |                     | 43,154              |                     | 98位                | [ JR 7 ]            | [ 都 15 ]           |                     |
| 2005年（平成17年）  |                     |                     | 43,607              |                     | 97位                | [ JR 8 ]            | [ 都 16 ]           |                     |
| 2006年（平成18年）  |                     |                     | 42,950              |                     | 97位                | [ JR 9 ]            | [ 都 17 ]           |                     |
| 2007年（平成19年）  |                     |                     | 43,528              |                     | 97位                | [ JR 10 ]           | [ 都 18 ]           |                     |
| 2008年（平成20年）  |                     |                     | 43,703              |                     | 98位                | [ JR 11 ]           | [ 都 19 ]           |                     |
| 2009年（平成21年）  |                     |                     | 43,592              |                     | 98位                | [ JR 12 ]           | [ 都 20 ]           |                     |
| 2010年（平成22年）  |                     |                     | 43,971              |                     | 97位                | [ JR 13 ]           | [ 都 21 ]           |                     |
| 2011年（平成23年）  |                     |                     | 44,053              |                     | 97位                | [ JR 14 ]           | [ 都 22 ]           |                     |
| 2012年（平成24年）  | 15,007              | 29,767              | 44,774              |                     | 97位                | [ JR 15 ]           | [ 都 23 ]           |                     |
| 2013年（平成25年）  | 15,464              | 32,423              | 47,887              |                     | 96位                | [ JR 16 ]           | [ 都 24 ]           |                     |
| 2014年（平成26年）  | 15,391              | 32,093              | 47,484              |                     | 96位                | [ JR 17 ]           | [ 都 25 ]           | [ 葛 1 ]            |
| 2015年（平成27年）  | 15,875              | 33,481              | 49,356              |                     | 96位                | [ JR 18 ]           | [ 都 26 ]           | [ 葛 2 ]            |
| 2016年（平成28年）  | 16,062              | 34,797              | 50,859              | 3.0%                | 94位                | [ JR 19 ]           | [ 都 27 ]           | [ 葛 3 ]            |
| 2017年（平成29年）  | 16,405              | 35,210              | 51,615              | 1.5%                | 95位                | [ JR 20 ]           | [ 都 28 ]           | [ 葛 4 ]            |
| 2018年（平成30年）  | 16,334              | 35,372              | 51,707              | 0.2%                | 96位                | [ JR 21 ]           | [ 都 29 ]           | [ 葛 5 ]            |
| 2019年（令和元年）  | 16,094              | 35,478              | 51,572              | −0.3%               | 96位                | [ JR 22 ]           | [ 都 30 ]           | [ 葛 6 ]            |
| 2020年（令和02年）  | 11,770              | 27,204              | 38,974              | −24.4%              | 90位                | [ JR 23 ]           | [ 都 31 ]           | [ 葛 7 ]            |
| 2021年（令和03年）  | 13,643              | 27,708              | 41,352              | 6.1%                | 92位                | [ JR 24 ]           | [ 都 32 ]           | [ 葛 8 ]            |
| 2022年（令和04年）  | 15,579              | 30,060              | 45,640              | 10.4%               | 90位                | [ JR 25 ]           | [ 都 33 ]           | [ 葛 9 ]            |
| 2023年（令和05年）  | 16,590              | 31,397              | 47,988              | 105.1%              | 91位                | [ JR 1 ]            |                     |                     |

## 貨物取扱
臨時車扱貨物のみを取り扱っており、定期貨物列車の設定はない。
2003年（平成15年）までは専用線発着の車扱貨物を取り扱っていた。かつて駅北西に三菱製紙中川工場があり、そこへ続く専用線が存在していた。工場内にあった倉庫へ紙製品を輸送するため八戸臨海鉄道北沼駅 - 八戸貨物駅 - 当駅間に有蓋車（ワム80000形）で組成された貨物列車が運行されていたが、工場の閉鎖に伴い、同年3月18日限りで廃止された。それ以前は三菱製紙中川工場の北側にある三菱ガス化学東京工場へ続く専用線もあった。現在、専用線の跡地の大部分は遊歩道となっている。
新金線を経由する貨物列車は側線で待機することがある。
JR貨物の車扱貨物の取扱量推移は以下のとおりである。
| 貨物輸送推移       | 貨物輸送推移 | 貨物輸送推移 | 貨物輸送推移 | 貨物輸送推移 | 貨物輸送推移 | 貨物輸送推移 | 貨物輸送推移    |
| 年度               | 総数         | 総数         | 車扱貨物     | 車扱貨物     | コンテナ貨物 | コンテナ貨物 | 出典 （東京都） |
| 年度               | 発送トン数   | 到着トン数   | 発送トン数   | 到着トン数   | 発送トン数   | 到着トン数   | 出典 （東京都） |
| ------------------ | ------------ | ------------ | ------------ | ------------ | ------------ | ------------ | --------------- |
| 1990年（平成02年） | 818          | 118,437      | 818          | 118,437      |              |              | [ 都 1 ]        |
| 1991年（平成03年） | 1,548        | 107,735      | 1,548        | 107,735      |              |              | [ 都 2 ]        |
| 1992年（平成04年） | 1,939        | 102,747      | 1,939        | 102,747      |              |              | [ 都 3 ]        |
| 1993年（平成05年） | 1,715        | 94,864       | 1,715        | 94,864       |              |              | [ 都 4 ]        |
| 1994年（平成06年） | 2,186        | 83,371       | 2,186        | 83,371       |              |              | [ 都 5 ]        |
| 1995年（平成07年） | 7,926        | 121,944      | 7,926        | 121,944      |              |              | [ 都 6 ]        |
| 1996年（平成08年） | 9,317        | 128,974      | 9,317        | 128,974      |              |              | [ 都 7 ]        |
| 1997年（平成09年） | 10,212       | 134,232      | 10,212       | 134,232      |              |              | [ 都 34 ]       |
| 1998年（平成10年） | 13,924       | 128,459      | 13,924       | 128,459      |              |              | [ 都 9 ]        |
| 1999年（平成11年） | 21,576       | 117,630      | 21,576       | 117,630      |              |              | [ 都 10 ]       |
| 2000年（平成12年） | 20,999       | 122,942      | 20,999       | 122,942      |              |              | [ 都 35 ]       |
| 2001年（平成13年） | 22,275       | 115,177      | 22,275       | 115,177      |              |              | [ 都 36 ]       |
| 2002年（平成14年） | 31,570       | 96,099       | 31,570       | 96,099       |              |              | [ 都 37 ]       |
| 2003年（平成15年） | 0            | 0            | 0            | 0            |              |              | [ 都 38 ]       |

## 駅周辺
東京都区部の東端で、駅周辺1キロ圏内は全般的に住宅・建物が密集している。ただし、東方にある千葉県境の江戸川が区切りとなっており、川向こうの松戸市市街地（隣駅の松戸駅周辺）とはさらに松戸市側の郊外地域を挟むため、市街地が連続していない。
駅南口の金町六丁目市街地再開発では2番地および6番地に商業施設、公共施設（区立図書館）を含む41階建て複合型ビル「ヴィナシス金町」が2009年（平成21年）6月末に完成した。2010年（平成22年）4月1日に8番地および7番地の一部を使用して国道6号と駅南間を結ぶ連絡道路（区道）が開通した。2021年秋には5番地に商業施設を含む複合型ビル「ベルトーレ金町」がグランドオープンした。
駅北西の三菱製紙中川工場跡地に葛飾区により東京理科大学が誘致され、「葛飾キャンパス」として2013年（平成25年）4月に開学している。

### 南口
- 京成電鉄京成金町駅 - 南口を背にして斜め右方向
- 金町駅南口バス乗り場
- 金町郵便局
- 金町駅南口交番
- 興産信用金庫金町支店 - 六丁目再開発ビル（ヴィナシス金町）へ移転
- 千葉銀行金町支店 - 六丁目再開発に伴う連絡道路敷設のため、六丁目再開発ビル（ヴィナシス金町）へ移転
- 国道6号（水戸街道）
- りそな銀行金町支店
- ヴィナシス金町
  - マルエツ金町店
  - 葛飾区立中央図書館
- ベルトーレ金町
- 東京都立葛飾特別支援学校
- 葛飾新宿郵便局
  - ゆうちょ銀行葛飾新宿店
- 金町消防署
- 金町中央病院
- 金町浄水場
- 江戸川
- 宗教法人偕和會総合本部事務局・偕和會館

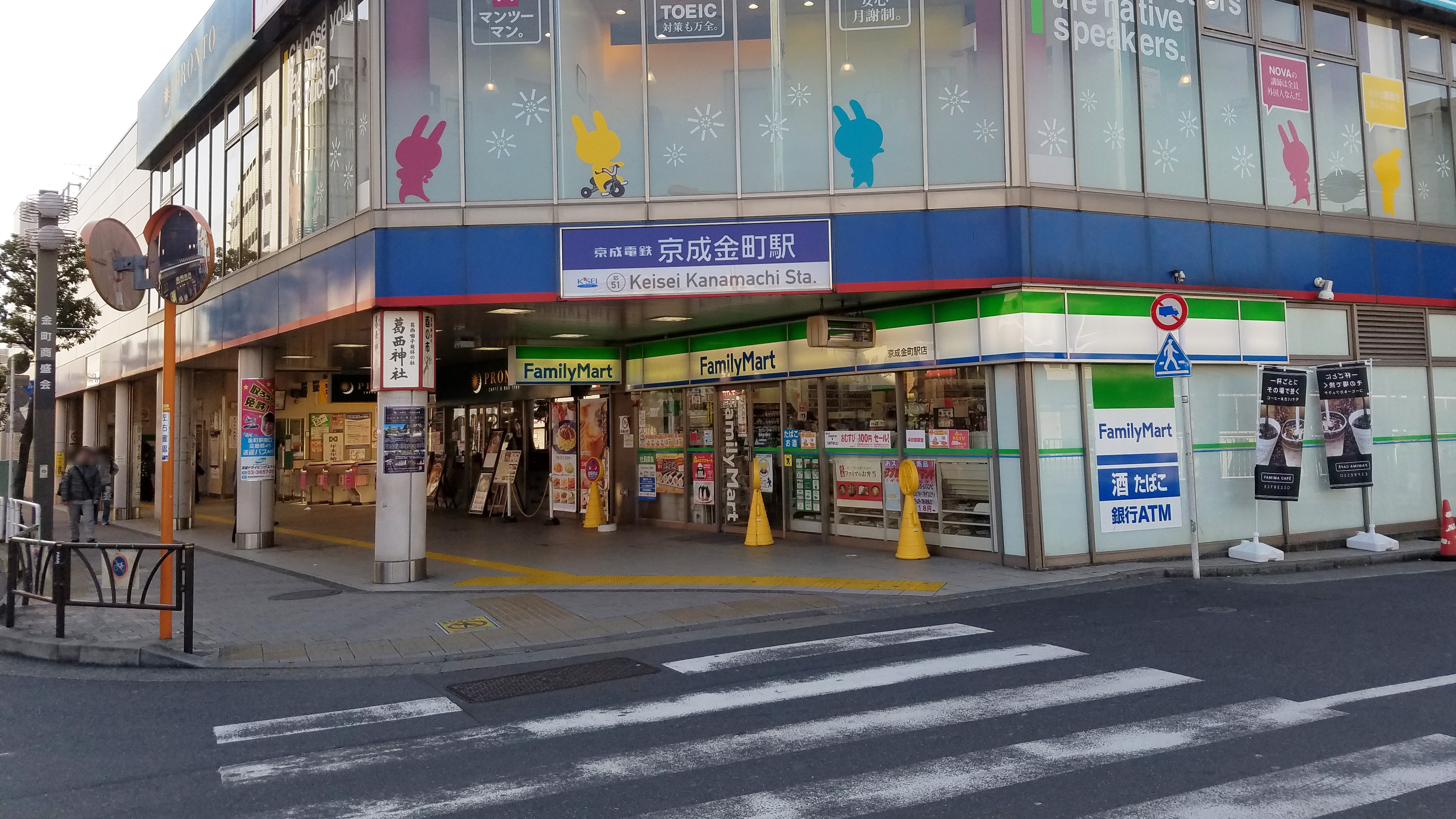
南口広場向かいにある京成金町駅
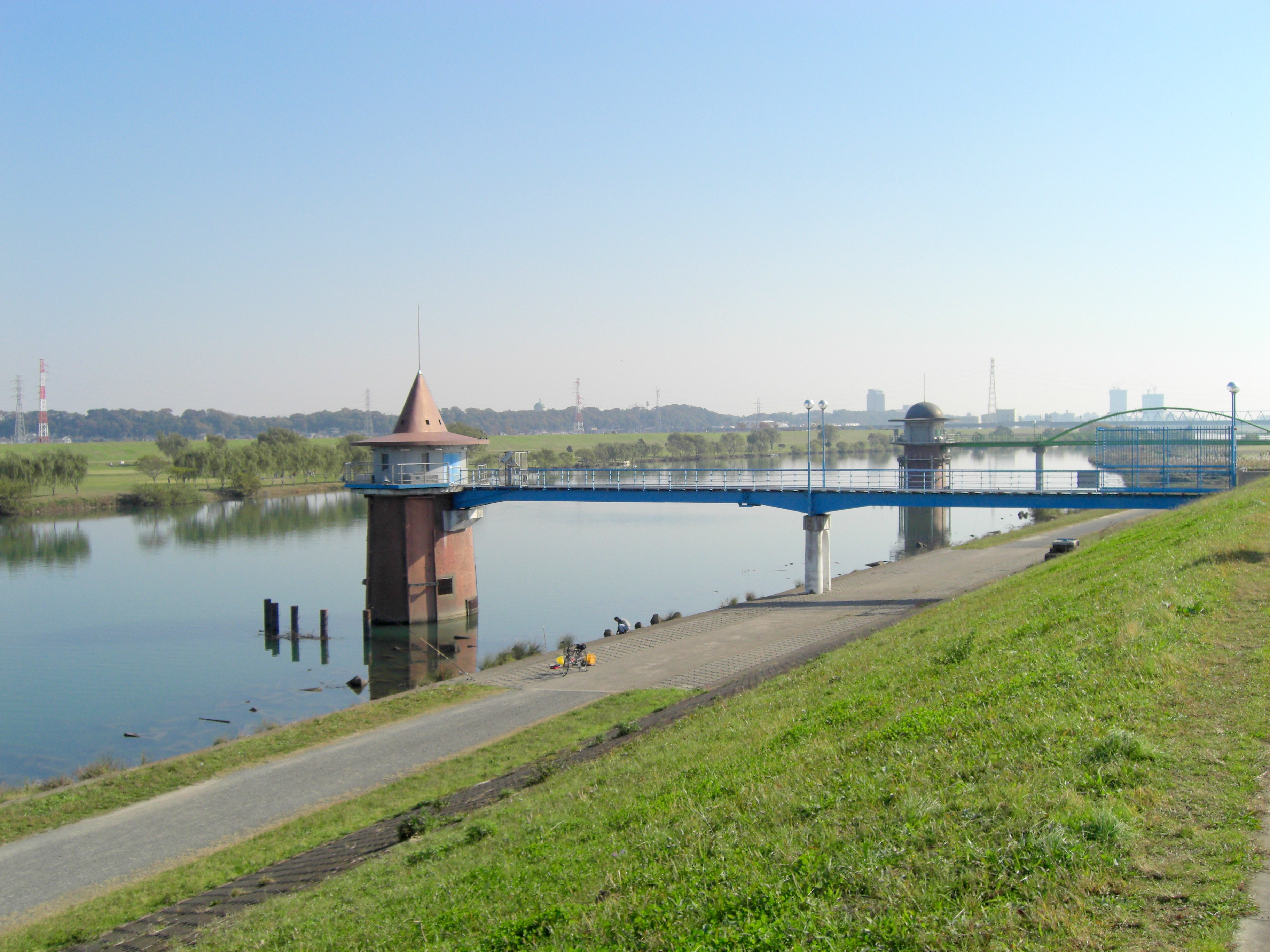
金町浄水場取水塔
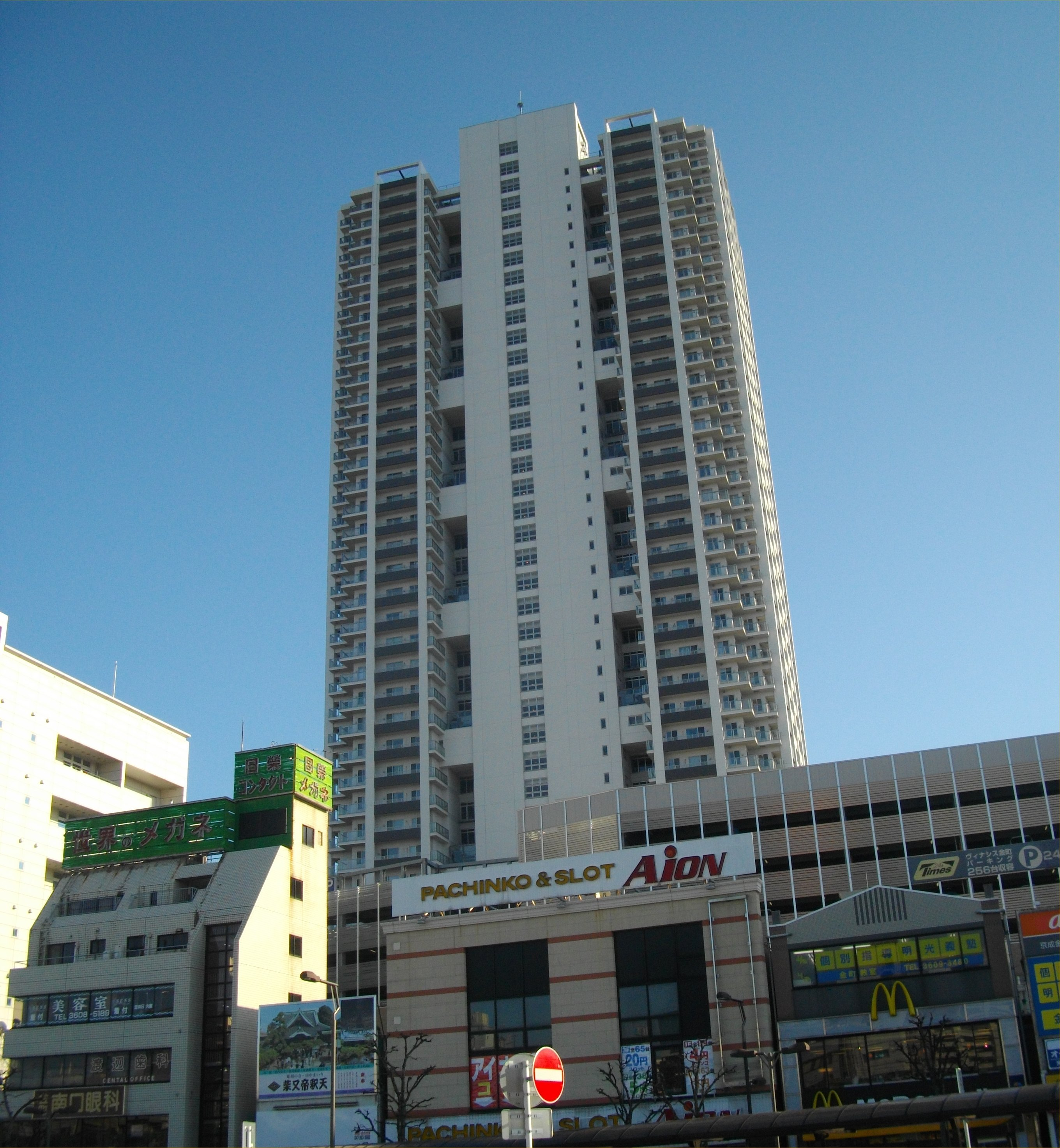
金町駅前の市街地再開発事業により誕生した高層マンション『ヴィナシス金町』。2009年竣工。

### 北口
- 金町駅北口バス乗り場
- 東京東信用金庫 金町支店
- 東京理科大学葛飾キャンパス - 2013年（平成25年）4月運用開始
- 葛飾にいじゅくみらい公園
- 葛飾区金町区民事務所、金町地域センター
- 金町とうきゅう
- 金町自動車教習所
- 葛飾東金町二郵便局
- 三菱ガス化学東京開発センター
- 朝日信用金庫
- 葛飾東金町郵便局
- 第一病院（リハビリテーション科）
- 東京都立本所工科高等学校
- 東京都立葛飾総合高等学校

## バス路線
金町駅、特に南口からの発着は比較的多い。柴又・小岩・新小岩・浅草・上野・水元公園・三郷・八潮方面の路線バスが発着する。柴又方面は京成金町線よりも路線バスの本数が多い。北口のりばは手狭なため、北口直近のルートを除いた大半が南口から発着する。かつては、日立自動車交通のレインボーかつしかが乗り入れていた。

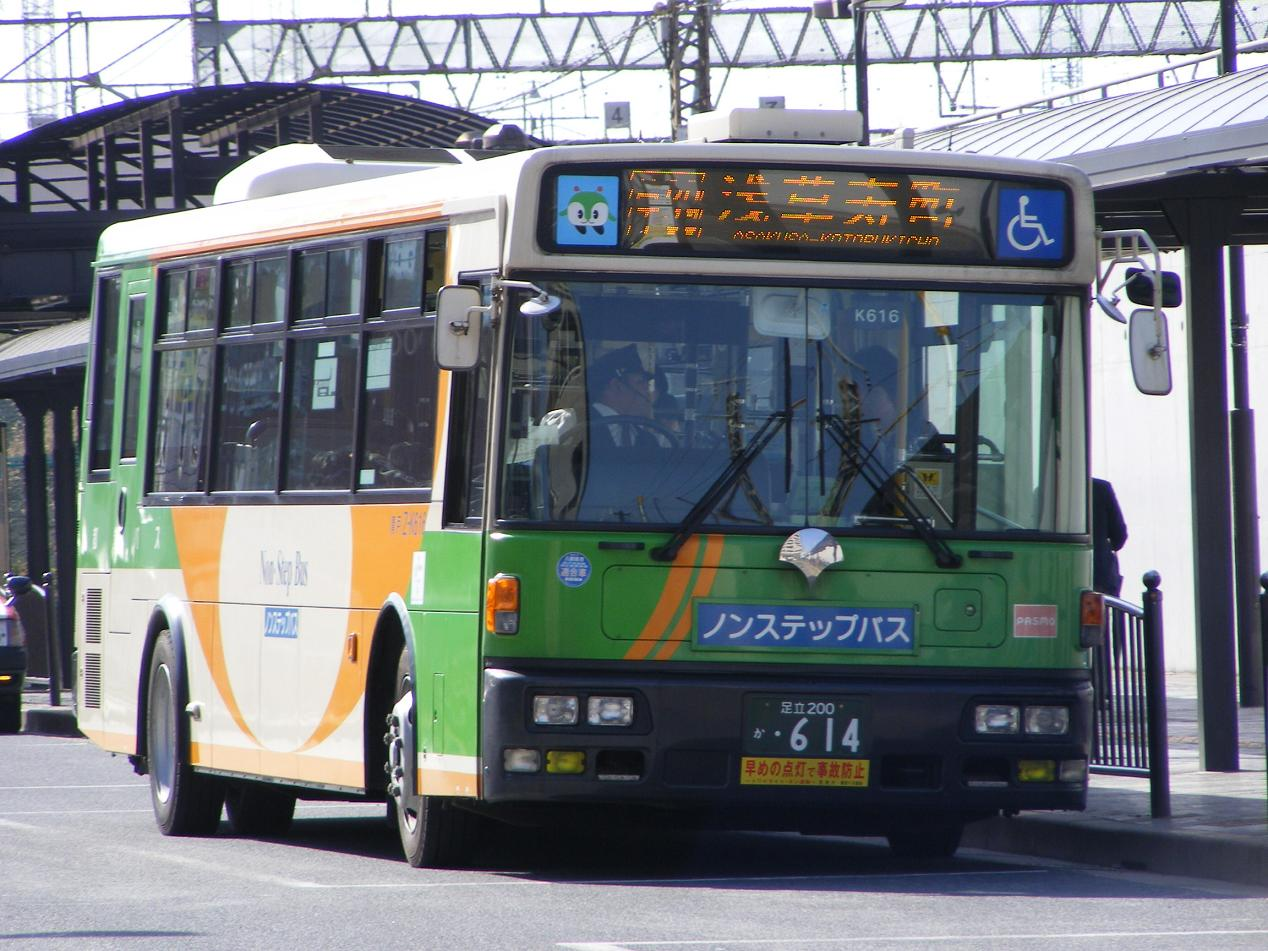
「草39」の浅草寿町行き
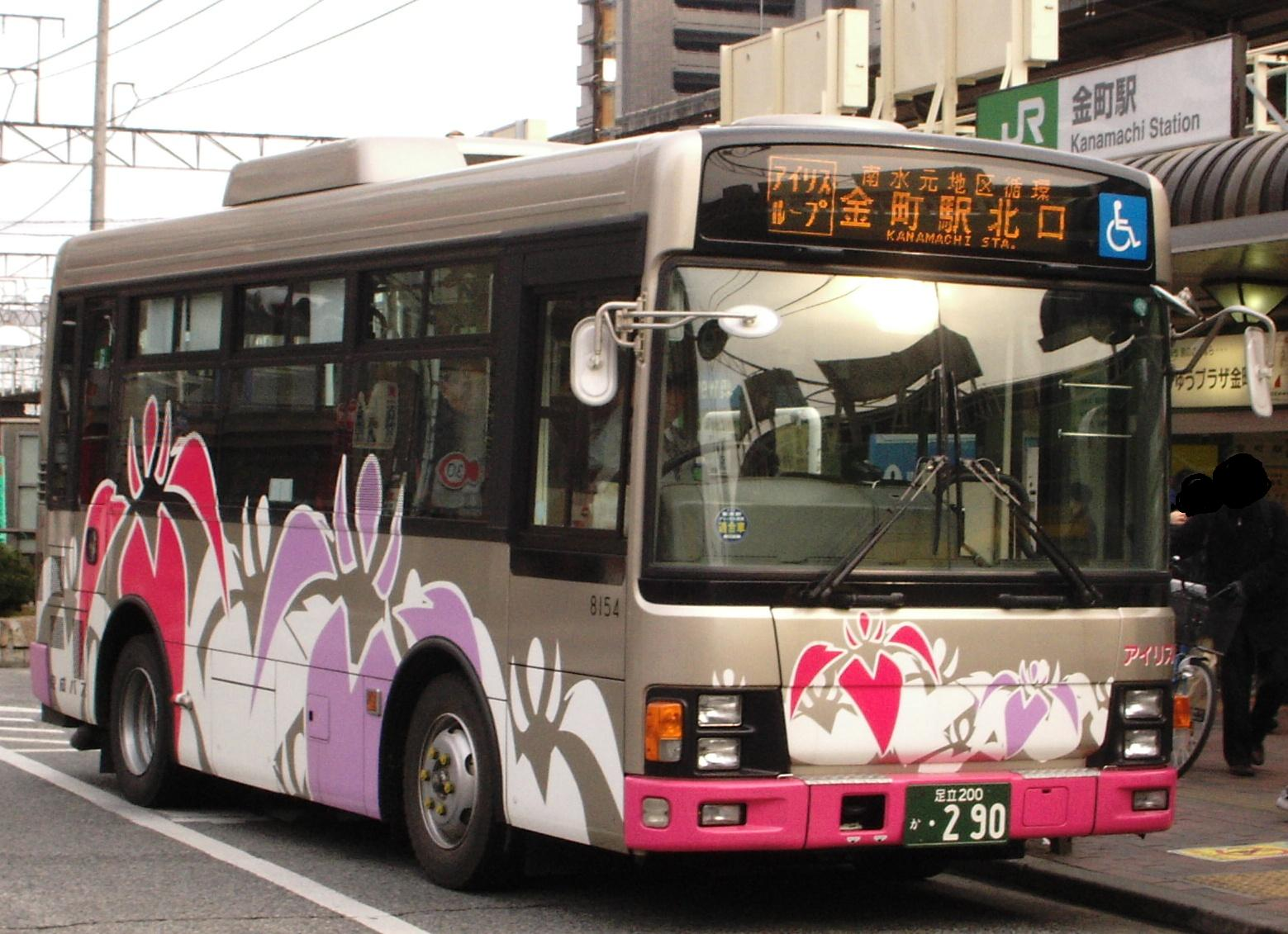
アイリスループ

| のりば | 方面                                     | 運行事業者                | 系統・行先                                                                                       | 備考                                                            |
| 南口   | 南口                                     | 南口                      | 南口                                                                                             | 南口                                                            |
| ------ | ---------------------------------------- | ------------------------- | ------------------------------------------------------------------------------------------------ | --------------------------------------------------------------- |
| 1      | 柴又・小岩・新小岩方面                   | 京成バス                  | 小55：小岩駅                                                                                     |                                                                 |
| 1      | 柴又・小岩・新小岩方面                   | - 京成バス - 京成バス東京 | 新金02：新小岩駅東北広場・葛飾営業所                                                             |                                                                 |
| 2      | 青戸・浅草・上野方面                     | 都営バス                  | 草39：浅草寿町・上野松坂屋前・青戸車庫前                                                         | - 停留所名は「金町駅前」 - 上野松坂屋前行きは平日のみ運行       |
| 3      | 亀有・お花茶屋方面                       | 京成バス東京              | 有70：亀有駅南口・ウェルピアかつしか                                                             | - 停留所名は「金町駅南口」 - 本数少                             |
| 4      | 水元・八潮方面                           | 京成バス                  | 金61：八潮駅南口・戸ヶ崎操車場                                                                   |                                                                 |
| 5      | 高州・三郷中央駅方面                     | 東武バスセントラル        | - 金50：東金町循環 - 金52：三郷中央駅・三郷駅・みさと団地・新三郷駅 - 金54：三郷中央駅・新三郷駅 | 「金52」の新三郷駅行きは平日夜2本のみ運行                       |
| 6      | 高州・三郷中央駅方面                     | 京成バス東京              | 金02：三郷中央駅・三郷駅南口                                                                     | 停留所名は「金町駅南口」                                        |
| 6      | 高州・三郷中央駅方面                     | マイスカイ交通            | - M01-3・M01-4：三郷駅 - M10：三郷中央駅                                                         | - 停留所名は「金町駅南口」 - 「M10」のLED方向幕は「M-01」と表示 |
| 7      | 水元公園循環                             | 京成バス                  | 金63：水元公園循環                                                                               | 土曜・日曜・祝日のみ運行                                        |
| 北口   |                                          |                           |                                                                                                  |                                                                 |
| 0      | 南水元方面                               | 京成バス                  | 金01：アイリスループ・南水元循環                                                                 | 停留所名は「金町駅北口」                                        |
| 1      | 西水元方面／戸ヶ崎方面／都営新宿団地方面 | 京成バス                  | - 金01出入・金02出入：金町営業所 - 金61：戸ヶ崎操車場 - 金62：西水元三丁目・大場川水門           | - 停留所名は「金町駅北口」 - 「金61」は深夜バス                 |

- 「草39」の浅草寿町行き
- アイリスループ

## 隣の駅
東日本旅客鉄道（JR東日本）
 常磐線（各駅停車）
亀有駅 (JL 20) - 金町駅 (JL 21) - 松戸駅 (JL 22)
総武本線貨物支線（新金貨物線 : 東日本旅客鉄道が第一種鉄道事業者、日本貨物鉄道が第二種鉄道事業者である）
新小岩信号場駅 - 金町駅

### 記事本文

#### 報道発表資料
1. ↑  “Suicaご利用可能エリアマップ（2001年11月18日当初）” (PDF).   東日本旅客鉄道. 2019年7月27日時点のオリジナルよりアーカイブ。2020年4月24日閲覧。
2. 1 2  『常磐（各駅停車）線 車外スピーカーを使用して発車メロディを流す取り組みについて』（PDF）（プレスリリース）東日本旅客鉄道東京支社、2019年3月12日。オリジナルの2019年4月11日時点におけるアーカイブ。2020年3月27日閲覧。
3. ↑  『首都圏本部管内のホームドア使用開始について』（PDF）（プレスリリース）東日本旅客鉄道首都圏本部、2023年10月17日。オリジナルの2023年10月17日時点におけるアーカイブ。2023年10月17日閲覧。
4. ↑  『バリアフリー設備に関する整備を推進します』（PDF）（プレスリリース）東日本旅客鉄道、2023年7月21日。オリジナルの2023年7月21日時点におけるアーカイブ。2023年7月21日閲覧。

#### 新聞記事
1. ↑  「省線金町駅におし寄せた避難者の群」『朝日新聞』1947年9月20日、朝刊、5版。
2. ↑  「常磐線でまた脱線 三万五千人に影響」『朝日新聞』1976年9月4日、夕刊、3版、7面。

### 利用状況
JR東日本
1. 1 2 3  “各駅の乗車人員（2023年度）”.   東日本旅客鉄道. 2024年12月15日閲覧。
2. ↑  “各駅の乗車人員（1999年度）”.   東日本旅客鉄道. 2024年12月15日閲覧。
3. ↑  “各駅の乗車人員（2000年度）”.   東日本旅客鉄道. 2024年12月15日閲覧。
4. ↑  “各駅の乗車人員（2001年度）”.   東日本旅客鉄道. 2024年12月15日閲覧。
5. ↑  “各駅の乗車人員（2002年度）”.   東日本旅客鉄道. 2024年12月15日閲覧。
6. ↑  “各駅の乗車人員（2003年度）”.   東日本旅客鉄道. 2024年12月15日閲覧。
7. ↑  “各駅の乗車人員（2004年度）”.   東日本旅客鉄道. 2024年12月15日閲覧。
8. ↑  “各駅の乗車人員（2005年度）”.   東日本旅客鉄道. 2024年12月15日閲覧。
9. ↑  “各駅の乗車人員（2006年度）”.   東日本旅客鉄道. 2024年12月15日閲覧。
10. ↑  “各駅の乗車人員（2007年度）”.   東日本旅客鉄道. 2024年12月15日閲覧。
11. ↑  “各駅の乗車人員（2008年度）”.   東日本旅客鉄道. 2024年12月15日閲覧。
12. ↑  “各駅の乗車人員（2009年度）”.   東日本旅客鉄道. 2024年12月15日閲覧。
13. ↑  “各駅の乗車人員（2010年度）”.   東日本旅客鉄道. 2024年12月15日閲覧。
14. ↑  “各駅の乗車人員（2011年度）”.   東日本旅客鉄道. 2024年12月15日閲覧。
15. ↑  “各駅の乗車人員（2012年度）”.   東日本旅客鉄道. 2024年12月15日閲覧。
16. ↑  “各駅の乗車人員（2013年度）”.   東日本旅客鉄道. 2024年12月15日閲覧。
17. ↑  “各駅の乗車人員（2014年度）”.   東日本旅客鉄道. 2024年12月15日閲覧。
18. ↑  “各駅の乗車人員（2015年度）”.   東日本旅客鉄道. 2024年12月15日閲覧。
19. ↑  “各駅の乗車人員（2016年度）”.   東日本旅客鉄道. 2024年12月15日閲覧。
20. ↑  “各駅の乗車人員（2017年度）”.   東日本旅客鉄道. 2024年12月15日閲覧。
21. ↑  “各駅の乗車人員（2018年度）”.   東日本旅客鉄道. 2024年12月15日閲覧。
22. ↑  “各駅の乗車人員（2019年度）”.   東日本旅客鉄道. 2024年12月15日閲覧。
23. ↑  “各駅の乗車人員（2020年度）”.   東日本旅客鉄道. 2024年12月15日閲覧。
24. ↑  “各駅の乗車人員（2021年度）”.   東日本旅客鉄道. 2024年12月15日閲覧。
25. ↑  “各駅の乗車人員（2022年度）”.   東日本旅客鉄道. 2024年12月15日閲覧。

東京都統計年鑑
1. 1 2  “東京都統計年鑑 平成2年 95～103表 運輸及び通信” (PDF). 東京都統計データアーカイブ.   東京都. 2024年11月27日閲覧。 ※東京都統計データアーカイブより、調査名と対象年を手動選択。
2. 1 2  “東京都統計年鑑 平成3年 102～110表 運輸及び通信” (PDF). 東京都統計データアーカイブ.   東京都. 2024年11月27日閲覧。 ※東京都統計データアーカイブより、調査名と対象年を手動選択。
3. 1 2  “東京都統計年鑑 平成4年 94～126表 運輸及び通信” (PDF). 東京都統計データアーカイブ.   東京都. 2024年11月27日閲覧。 ※東京都統計データアーカイブより、調査名と対象年を手動選択。
4. 1 2  “東京都統計年鑑 平成5年 94～126表 運輸及び通信” (PDF). 東京都統計データアーカイブ.   東京都. 2024年11月27日閲覧。 ※東京都統計データアーカイブより、調査名と対象年を手動選択。
5. 1 2  “東京都統計年鑑 平成6年 97～129表 運輸及び通信” (PDF). 東京都統計データアーカイブ.   東京都. 2024年11月27日閲覧。 ※東京都統計データアーカイブより、調査名と対象年を手動選択。
6. 1 2  “東京都統計年鑑 平成7年 107～138表 運輸及び通信” (PDF). 東京都統計データアーカイブ.   東京都. 2024年11月27日閲覧。 ※東京都統計データアーカイブより、調査名と対象年を手動選択。
7. 1 2  “東京都統計年鑑 平成8年 107～138表 運輸及び通信” (PDF). 東京都統計データアーカイブ.   東京都. 2024年11月27日閲覧。 ※東京都統計データアーカイブより、調査名と対象年を手動選択。
8. ↑  “東京都統計年鑑 平成9年 114 JRの駅別乗車人員” (xls). 東京都統計データアーカイブ.   東京都. 2024年11月27日閲覧。 ※東京都統計データアーカイブより、調査名と対象年を手動選択。
9. 1 2  “東京都統計年鑑 平成10年 107～138表 運輸及び通信” (PDF). 東京都統計データアーカイブ.   東京都. 2024年11月27日閲覧。 ※東京都統計データアーカイブより、調査名と対象年を手動選択。
10. 1 2  “東京都統計年鑑 平成11年 107～138表 運輸及び通信” (PDF). 東京都統計データアーカイブ.   東京都. 2024年11月27日閲覧。 ※東京都統計データアーカイブより、調査名と対象年を手動選択。
11. ↑  “113 JRの駅別乗車人員（平成8～12年度）” (xls). 東京都統計年鑑 平成12年.   東京都. 2024年11月27日閲覧。
12. ↑  “113 JRの駅別乗車人員” (xls). 東京都統計年鑑 平成13年.   東京都. 2024年11月27日閲覧。
13. ↑  “113 JRの駅別乗車人員” (xls). 東京都統計年鑑 平成14年.   東京都. 2024年11月27日閲覧。
14. ↑  “113 JRの駅別乗車人員” (xls). 東京都統計年鑑 平成15年.   東京都. 2024年11月27日閲覧。
15. ↑  “113 JRの駅別乗車人員” (xls). 東京都統計年鑑 平成16年.   東京都. 2024年11月27日閲覧。
16. ↑  “115 JRの駅別乗車人員” (xls). 東京都統計年鑑 平成17年.   東京都. 2024年11月27日閲覧。
17. ↑  “9-8 JRの駅別乗車人員” (xls). 東京都統計年鑑 平成18年.   東京都. 2024年11月27日閲覧。
18. ↑  “9-8 JRの駅別乗車人員” (xls). 東京都統計年鑑 平成19年.   東京都. 2024年11月27日閲覧。
19. ↑  “9-8 JRの駅別乗車人員” (xls). 東京都統計年鑑 平成20年.   東京都. 2024年11月27日閲覧。
20. ↑  “4-8 JRの駅別乗車人員” (xls). 東京都統計年鑑 平成21年.   東京都. 2024年11月27日閲覧。
21. ↑  “4-8 JRの駅別乗車人員” (xls). 東京都統計年鑑 平成22年.   東京都. 2024年11月27日閲覧。
22. ↑  “4-8 JRの駅別乗車人員” (xls). 東京都統計年鑑 平成23年.   東京都. 2024年11月27日閲覧。
23. ↑  “4-8 JRの駅別乗車人員” (xls). 東京都統計年鑑 平成24年.   東京都. 2024年11月27日閲覧。
24. ↑  “4-8 JRの駅別乗車人員” (xls). 東京都統計年鑑 平成25年.   東京都. 2024年11月27日閲覧。
25. ↑  “4-8 JRの駅別乗車人員” (xls). 東京都統計年鑑 平成26年.   東京都. 2024年11月27日閲覧。
26. ↑  “4-8 JRの駅別乗車人員” (xls). 東京都統計年鑑 平成27年.   東京都. 2024年11月27日閲覧。
27. ↑  “4-8 JRの駅別乗車人員” (xls). 東京都統計年鑑 平成28年.   東京都. 2024年11月27日閲覧。
28. ↑  “4-8 JRの駅別乗車人員” (xls). 東京都統計年鑑 平成29年.   東京都. 2024年11月27日閲覧。
29. ↑  “4-8 JRの駅別乗車人員” (xls). 東京都統計年鑑 平成30年.   東京都. 2024年11月27日閲覧。
30. ↑  “4-8 JRの駅別乗車人員” (xls). 東京都統計年鑑 平成31年・令和元年.   東京都. 2024年11月27日閲覧。
31. ↑  “4-8 JRの駅別乗車人員” (xls). 東京都統計年鑑 令和2年.   東京都. 2024年11月27日閲覧。
32. ↑  “4-8 JRの駅別乗車人員” (xls). 東京都統計年鑑 令和3年.   東京都. 2024年11月27日閲覧。
33. ↑  “4-8 JRの駅別乗車人員” (xls). 東京都統計年鑑 令和4年.   東京都. 2024年11月27日閲覧。
34. ↑  “東京都統計年鑑 平成9年 120 JR貨物の駅別貨物発着量” (xls). 東京都統計データアーカイブ.   東京都. 2024年12月14日閲覧。 ※東京都統計データアーカイブより、調査名と対象年を手動選択。
35. ↑  “119 JR貨物の駅別貨物発着量（平成8～12年）” (xls). 東京都統計年鑑 平成12年.   東京都. 2024年12月14日閲覧。
36. ↑  “119 JR貨物の駅別貨物発着量” (xls). 東京都統計年鑑 平成13年.   東京都. 2024年12月14日閲覧。
37. ↑  “119 JR貨物の駅別貨物発着量” (xls). 東京都統計年鑑 平成14年.   東京都. 2024年12月14日閲覧。
38. ↑  “119 JR貨物の駅別貨物発着量” (xls). 東京都統計年鑑 平成15年.   東京都. 2024年12月14日閲覧。

葛飾区統計書
1. ↑  “13.統計書（平成27年刊行）統計表（6）P150～181” (PDF). 葛飾区統計書 第59回（平成27年刊行）2015.   葛飾区. p. 173. 2024年12月15日閲覧。
2. ↑  “13.統計書（平成28年刊行）P169～185（統計表・参考資料）” (PDF). 葛飾区統計書 第60回（平成28年刊行）2016.   葛飾区. p. 173. 2024年12月15日閲覧。
3. ↑  “13.統計書（平成29年刊行）p164～p185（統計表・参考資料）” (PDF). 葛飾区統計書 第61回（平成29年刊行）2017.   葛飾区. p. 173. 2024年12月15日閲覧。
4. ↑  “7.第62回葛飾区統計書（平成30年刊行）p172～p185（統計表・参考資料）” (PDF). 葛飾区統計書 第62回（平成30刊行）2018.   葛飾区. p. 173. 2024年12月15日閲覧。
5. ↑  “7.第63回葛飾区統計書（令和元年刊行）p172～p185（統計表・参考資料）” (PDF). 葛飾区統計書 第63回（令和元年刊行）2019.   葛飾区. p. 173. 2024年12月15日閲覧。
6. ↑  “15 交通、通信（表番号167～174）” (PDF). 葛飾区統計書 第64回（令和2年刊行）2020.   葛飾区. p. 173. 2024年12月15日閲覧。
7. ↑  “（分野別）交通、通信、衛生、環境、公害” (PDF). 葛飾区統計書 第65回（令和3年刊行）2021.   葛飾区. p. 177. 2024年12月15日閲覧。
8. ↑  “第66回 葛飾区統計書 令和4年刊行 2022” (PDF).   葛飾区. p. 198. 2024年12月15日閲覧。
9. ↑  “第67回 葛飾区統計書 令和5年刊行 2023” (PDF).   葛飾区. p. 194. 2024年12月15日閲覧。